# Schimmelpilze

Schimmel durchwächst einen verderbenden Pfirsich. Die Einzelaufnahmen wurden im Abstand von etwa 12 Stunden erstellt – über einen Zeitraum von sechs Tagen.

Schimmelpilze, sichtbar auch Schimmel genannt, sind in der Mikrobiologie eine systematisch heterogene Gruppe von filamentösen Pilzen, die in der Mehrzahl zu den taxonomischen Gruppen der Ascomyceten und Zygomyceten gehören.
Die große Mehrzahl der Schimmelpilze lebt für den Menschen unauffällig als Saprobiont in bestimmten ökologischen Nischen. Einige Schimmelpilzarten haben für den Menschen besondere Bedeutung als Human-Parasiten und Erreger von Infektionskrankheiten sowie als Ursache meldepflichtiger Pflanzenkrankheiten und von Schimmelpilzgiften in verdorbenen Lebensmitteln. Schimmelpilze sind aber auch Nahrungsmittel-Veredler sowie biologische Quellen für Antibiotika und cholesterinsenkende Medikamente.
Die Gebäude-Mykologie beschäftigt sich mit der Vorbeugung von Schimmelpilz-Schäden und deren Sanierung.

## Kennzeichen und Verbreitung
Schimmelpilze zeigen sich oft als farbiger Belag auf verdorbenen Lebensmitteln (z. B. Brot, Früchte) sowie auf feuchten Wänden oder Holz. Voraussetzung für die Bildung und Ausbreitung eines Schimmelpilzbefalls ist im Allgemeinen ein ausreichendes Angebot von Feuchtigkeit, entweder auf der befallenen Substanz selber, in Form regelmäßiger Tauwasserbildung oder durch deutlich erhöhte Luftfeuchtigkeit. Oft begünstigt die Besiedlung von organischen Substanzen durch Schimmelpilze eine Reihe von nachfolgenden Fäulnisprozessen.
Schimmelpilz-Sporen verbreiten sich über die Luft und bilden ein Myzel aus, wenn sie geeignete Lebensbedingungen vorfinden. Das Myzel besteht aus mikroskopisch kleinen, vielfach verzweigten Pilzfäden, den Hyphen, die sich kreisförmig ausbreiten.
Alle Schimmelpilze ernähren sich von organischen Molekülen (z. B. Kohlenhydrate, Fette, Proteine). Sie zählen daher zu den heterotrophen Organismen. Als Substrat dienen Nährstoffe in Lebensmitteln, im Erdboden, in Holz, Kot, Staubkörnern, Leder und gelegentlich sogar in Kunststoffen.

## Arten
Aufgrund mangelnder Kriterien zur systematischen Klassifizierung von Schimmelpilzen (generell bei Fungi imperfecti) konnte in der Vergangenheit kein umfassendes System aufgestellt werden, das auf der Abstammung und Verwandtschaft der Gruppen fußt. Durch molekulargenetische Methoden werden heute die Beziehungen der Arten aufgedeckt, sodass die frühere Einteilung der ungeschlechtlichen Stadien in die Abteilung der Fungi imperfecti (Deuteromycota) obsolet geworden ist.
Da viele Arten bislang vorrangig aufgrund von morphologischen Merkmalen eingeteilt wurden, ist die Klassifizierung noch nicht abgeschlossen (siehe dazu auch: Liste der Fusarien).
Im Wesentlichen werden folgende Gattungen von Schimmelpilzen unterschieden:
| Acremonium                       | Dematiaceae (Schwärzepilze)     | Phoma                                |
| Alternaria                       | Eurotium (v. a.=Aspergillaceae) | Rhizopus (Brotschimmel)              |
| Aspergillus (Gießkannenschimmel) | Fusarium                        | Scopulariopsis (v. a.=Microascaceae) |
| Aureobasidium                    | Monilia                         | Stachybotrys                         |
| Botrytis                         | Mucor (Köpfchenschimmel)        | Stemphylium (v. a.=Pleosporaceae)    |
| Chaetomium                       | Mycelia sterilia                | Trichoderma                          |
| Cladosporium                     | Neurospora                      | Ulocladium (=Pleosporaceae)          |
| Paecilomyces                     | Wallemia                        |                                      |
| Curvularia                       | Penicillium (Pinselschimmel)    |                                      |

## Aufbau/Struktur
Mit dem Mikroskop ist zu erkennen, dass der Schimmelpilz aus zahlreichen feinen Fäden besteht. Diese Myzelien sind die eigentlichen Schimmelpilze. Sie können weißlich, grünlich, grau oder andersfarbig aussehen. Deutlich sichtbar sind demgegenüber meist lediglich die der Fortpflanzung dienenden Sporenträger. Diese bilden wichtige Unterscheidungsmerkmale zwischen den einzelnen Arten. Nach der Form der Sporenträger lassen sich etwa Köpfchenschimmel, Pinselschimmel und Gießkannenschimmel unterscheiden.

## Vermehrung
Die Vermehrung erfolgt meistens auf ungeschlechtlichem Wege über Sporen, die am Ende von sporentragenden Strukturen erzeugt werden. Die Sporen werden bei schimmelbildenden Schlauchpilzen – wie etwa Aspergillus oder Penicillium – Konidien genannt. Um eine Vielzahl von diesen Konidien entstehen zu lassen, erzeugen die Myzelfäden nach einiger Zeit Sonderhyphen, die Konidienträger. Diese sind je nach Art unterschiedlich und bestehen aus oft dicht verzweigten Hyphen, die bei schwacher Vergrößerung wie ein kleiner Wald aussehen. An den äußeren Verästelungen werden Sporen (Konidien) gebildet, die bei vielen Schimmelpilzen kettenförmig aneinandergereiht nach außen ragen. Der Schimmel nimmt in diesem Stadium eine staubige Beschaffenheit an.
Bei den schimmelbildenden Mucorales, die zu den Zygomyceten gehören, werden die Sporen nicht am Ende von Konidienträgern abgeschnürt, sondern oft zu Tausenden in Sporangien erzeugt, die als kugelige Anschwellungen am Ende von Sporangienträgern ausgebildet werden.
Schimmelpilze benötigen zum Wachstum vor allem Nährstoffe und Feuchtigkeit. Daneben beeinflussen das Sauerstoffangebot, die Temperaturen, der pH-Wert (basisches bzw. recht saures Milieu hemmt) und weitere Faktoren das Wachstum von Schimmelpilzen.
Da Schimmelpilze fast überall vorkommen, sind ihre Sporen in der Regel immer in der Luft vorhanden. Diese sind für die Mehrzahl der Menschen ungefährlich, wenn sie nicht in Massen auftreten, sie können aber in bestimmten Fällen Allergien auslösen oder bei Menschen mit geschwächtem Immunsystem zu gelegentlich schweren Erkrankungen führen.

## Schimmelpilze als Nütz- und Schädlinge sowie Krankheitserreger

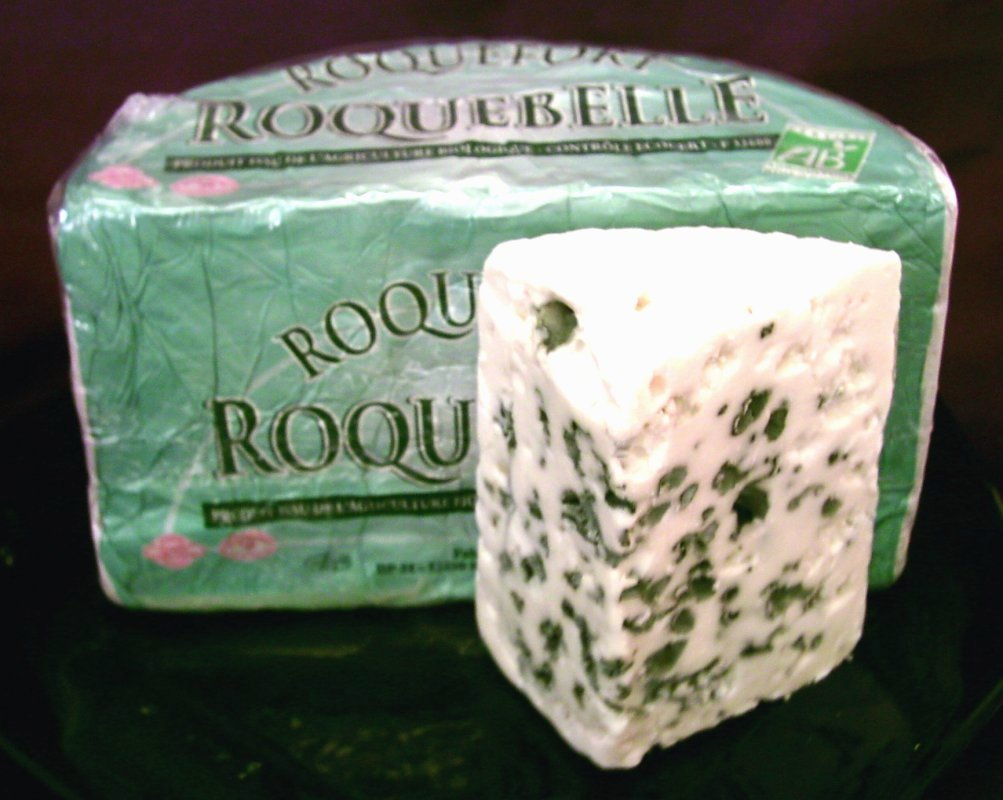
Edelschimmel-Kolonien im Roquefortkäse

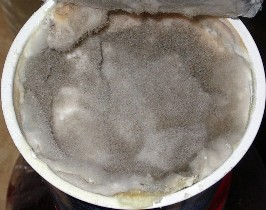
Schadschimmel auf Frischkäse

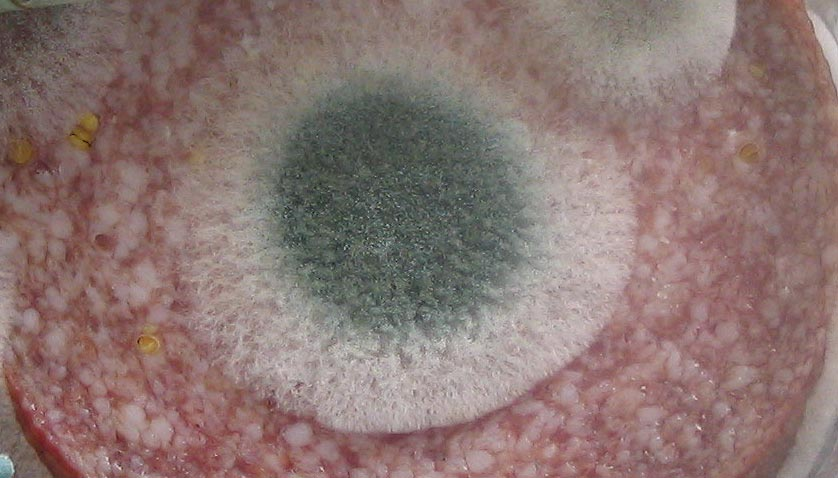
Salami mit Schadschimmel

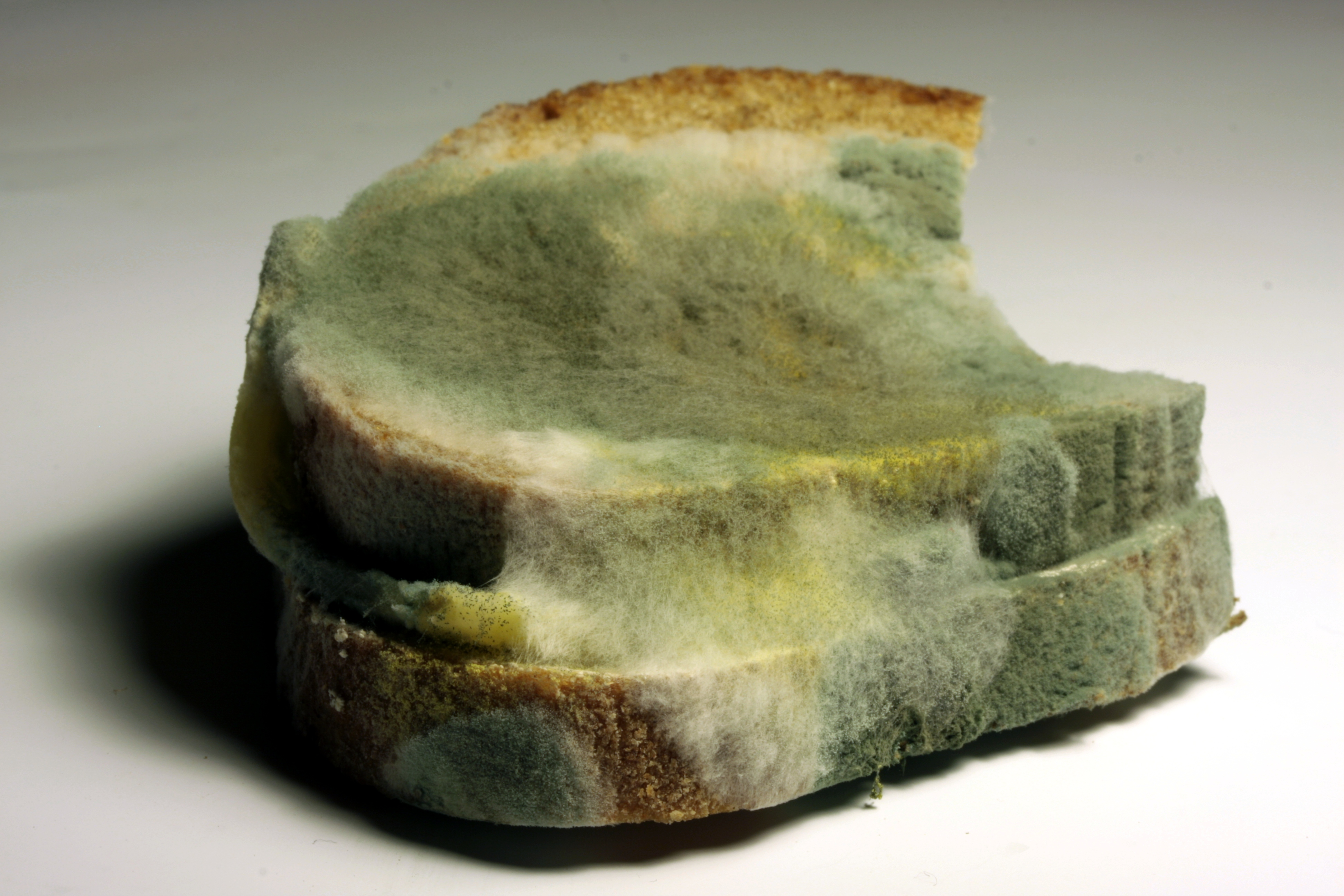
Brot mit Schadschimmel

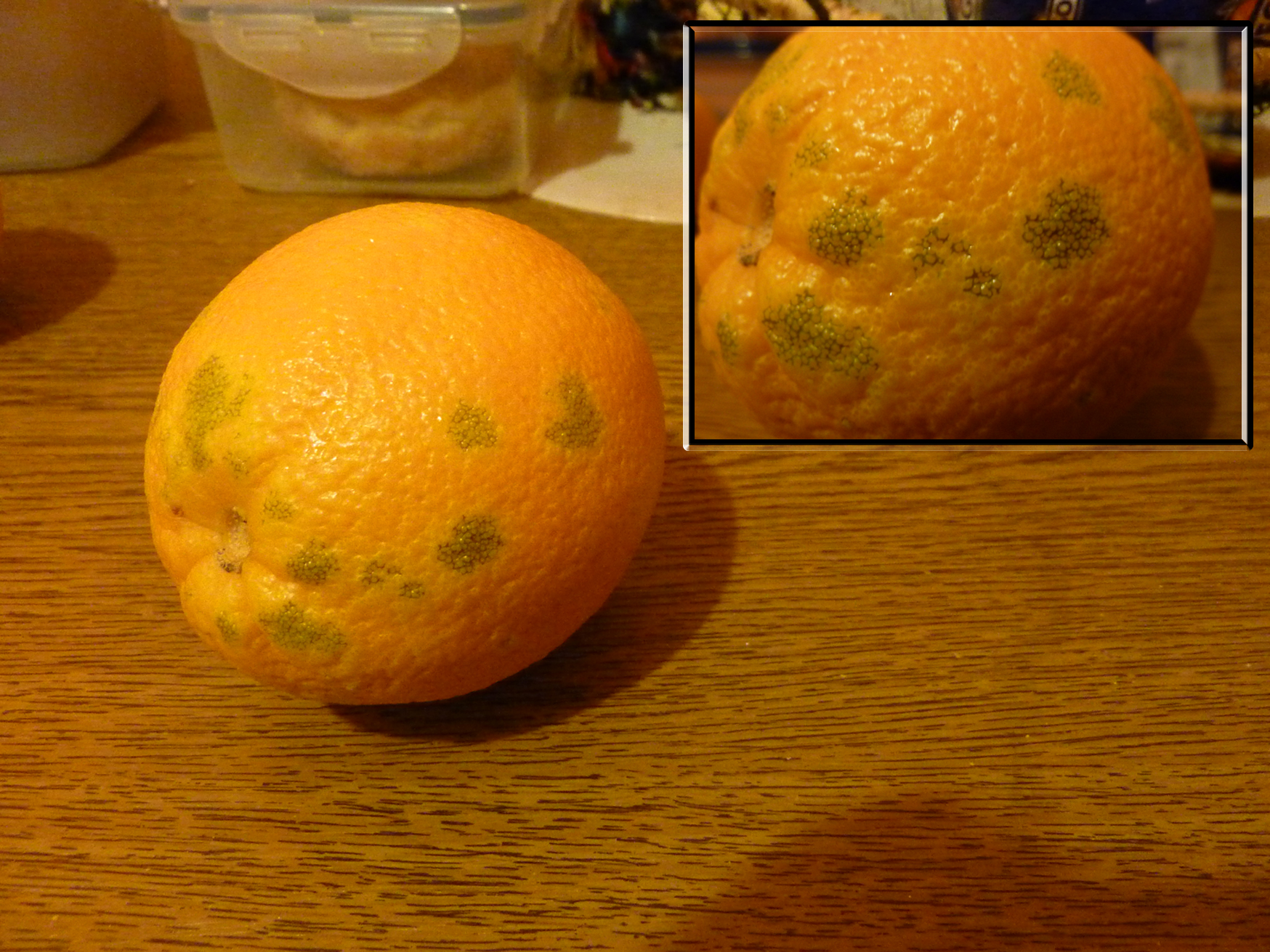
Schimmel im Anfangsstadium auf einer Orange

### Beispiele von Nutz- und Schadpilzen
Schimmel bezeichnet die von Schimmelpilzen hervorgerufene Oberflächenveränderung, die mit bloßem Auge sichtbare Schimmelfäule; diese besteht meistens in (oft pigmentierten) Konidien- oder Sporangienträger und dem Pilzmyzel.
Von den 130.000 Pilzarten sind nur wenige milchwirtschaftlich nutzbar und somit für die Herstellung von Käse als Reifungsorganismen geeignet. Von schädlichen Kulturen unterscheidet diese milchwirtschaftlich genutzten Pilzarten die Tatsache, dass sie dem Käse lediglich ihre spezifischen Aromen verleihen, jedoch für den menschlichen Organismus völlig harmlos sind. Um die Bildung von Schimmel zu fördern, werden bestimmte Käsearten während des Reifeprozesses mit breiten Nadeln pikiert, also gestochen, damit durch die entstandenen Nadelkanäle Sauerstoff in den Käse dringen kann, was die Schimmelbildung fördert und beschleunigt.
Nutzen und Schaden von Schimmel können eng beieinander liegen:
- Bei Nahrungsmitteln gibt es erwünschte Formen – Edelschimmel an Schimmelkäse und Salami. Die Pinselschimmel-Arten Penicillium roqueforti und Penicillium camemberti sind nach ihrer Verwendung in der Herstellung der Weichkäsesorten Roquefort bzw. Camembert benannt. Eine Reihe anderer Schimmelpilze (z. B. in den Genera Aspergillus und Mucor) können hingegen zum Verderben von Nahrungsmitteln beitragen, da sie oft starke Gifte produzieren (s. u. Mykotoxine und Abschnitt Schimmel auf Lebensmitteln). Der Edelschimmel Penicillium roqueforti kann beispielsweise andere Lebensmittel verderben.

- Mit dem Pilz Monascus purpureus aus der Ordnung der Eurotiales wird Rot fermentierter Reis hergestellt. Der Schimmelpilz enthält unter anderem Monacoline, die zur Regulation von Blutfett- und Cholesterinwerten eingesetzt werden.

- Quorn ist ein vegetarischer Fleischersatz aus dem Myzel des Schimmelpilzes Fusarium venenatum.

- Im Weinbau kann der Schimmelpilz Botrytis cinerea je nach Zeitpunkt des Auftretens die Ernte schädigen oder veredeln (Edelfäule; vgl. Weinsprache).

- Antibiotika wie Penicillin werden als Stoffwechselprodukte von Schimmelpilzen wie Penicillium chrysogenum (frühere Bezeichnung Penicillium notatum) hergestellt. Auch zuvor (um 1948)[7] fand verschimmeltes Brot schon Anwendung bei der Behandlung eitriger Wunden. Bereits im 8. Jahrhundert fand Schimmel (von trockenem Käse) Verwendung zur Behandlung von Wunden und Geschwüren, wie aus dem Lorscher Arzneibuch (Blatt 31v) hervorgeht.[8]

- Aspergillus niger  kann beim Menschen vielerlei Krankheiten hervorrufen und gedeiht selbst bei extremen pH-Werten, aber wird industriell zur Herstellung von Zitronensäure verwendet.

### Schadensweisen, Infektionen durch Schimmelpilze
Ein Schimmelpilz kann durch seine Zellbestandteile, seine Stoffwechselprodukte und seine Sporen Menschen und Haustieren schaden oder ihnen zumindest lästig sein. Unerwünschte Folgen können in erheblicher Geruchsbelästigung, in allergischen Reaktionen und in – eventuell tödlichen – Vergiftungen bestehen. Im Extremfall befallen und zerstören Schimmelpilze (vor allem Aspergillus fumigatus, aber seit Beginn des 21. Jahrhunderts auch seltenere Pilze wie Zygomyceten und Fusarien) Körpergewebe mit tödlichem Ausgang.
Ausgeprägte (invasive) Schimmelpilzinfektionen weisen eine hohe Sterblichkeit (Letalität) auf, erfordern eine monatelange und kostenintensive Therapie sowie häufig eine Sekundärprophylaxe. Gerade Schimmelpilze wie etwa Aspergillus niger, Aspergillus fumigatus und die meisten Jochpilze (Zygomycota), die als Urheber tödlicher (letaler) Erkrankungen bekannt sind, kommen praktisch überall im Erdboden und auch in der Blumenerde als natürliche saprotrophe („fäulnisfressende“) Organismen vor, ohne merklich zu schaden. Von Schimmel ausgehende Gefahr hängt zum einen von der Wirkstoffkonzentration (von Stoffwechselprodukten, Zellbestandteilen bzw. Sporen) beim Kontakt mit betroffenen Personen oder Haustieren ab.  Solchen relevanten Konzentrationen werden Menschen und Tiere vor allem ausgesetzt, wenn sie schimmelbefallene Nahrung aufnehmen (Gifte), sich in befallenen Räumen aufhalten (Sporen, Gifte) oder selbst befallen sind (Infektion: Mykosen; Gifte, allergene Zellproteine). Die Gefahr allergischer Reaktionen oder von Mykosen betrifft zum anderen nur entsprechend empfindliche oder immungeschwächte Individuen. AIDS, Diabetes mellitus (Typ 1), Leukämie, Neutropenie oder eine Immunreaktionen unterdrückende (Immunsuppression bei Organtransplantation, Autoimmunkrankheit, Allergie) bzw. beeinträchtigende Therapie (Chemotherapie oder Bestrahlung bei Krebs) kann eine solche Immunschwächung bewirken. Die Mykose ist dann eine opportunistische Infektion.
Schimmelpilze können durch die Kohlenhydrate ihrer Zellwand (Glucane) toxisch wirken oder wenn sie Mykotoxine als Stoffwechselprodukte (Metabolite) erzeugen, insbesondere leberschädigende und kanzerogene Aflatoxine. So wurde u. a. der Schimmelpilz Aspergillus flavus – etwa durch die von ihm erzeugten Aflatoxine B1 und B2 – als medizinisch verständliche Ursache des „Fluchs des Pharao“ vermutet.
Eine Aspergillose ist eine Mykose, verursacht durch eine Art der Gattung Aspergillus, die in manchen Fällen innere Organe befallen kann (invasive Aspergillose) – und zum Tode führen kann. Zum Erregernachweis bzw. zur Diagnose und zur Überwachung eine Therapie gehören ein wiederholtes Galactomannane-Screening, ggf. auch Untersuchungsverfahren wie Bronchoskopie und Biopsie. Bei Verdacht auf eine Infektion der Lunge wird statt einer konventionellen Röntgenaufnahme die Durchführung einer hochauflösenden HR-Computertomographie empfohlen. Ein Aspergillom ist eine Aspergillose, bei der sich ein „Pilzball“ in einer Körperhöhle (oft der Lunge) ansiedelt. Gefahr geht dabei von den an der Kugeloberfläche gebildeten Sporen aus. Bei Aspergillomen oder weiterhin behandlungsbedürftigen Restsymptomen nach einer Therapie ist eventuell eine operative Sanierung erforderlich.
Laut UBA-Leitfaden, S. 10 f. bzw. UBA-Broschüre, S. 5 können eingeatmete Sporen und Stoffwechselprodukte von Schimmelpilzen allergische und reizende Reaktionen beim Menschen auslösen. Es wird angenommen, dass dies grundsätzlich für alle Schimmelpilze gilt. Dazu sind sie nicht nur lebend, sondern auch abgestorben in der Lage (während Infektionen nur von lebenden Schimmelpilzen ausgehen).

Die allergische bronchopulmonale Aspergillose ist eine Sonderform der Aspergillose. Sie befällt Atemtrakt/Lunge und führt weiter zu Bronchialasthma.
Eine Zygomykose ist eine Mykose, die von einer Art der Abteilung Jochpilze (Zygomycota, Klasse Zygomycetes; zumeist Ordnung Mucorales (Köpfchenschimmelartige), daher auch Mucormykose) verursacht wird. Hierzu zählen u. a. die Gattungen Mucor (Köpfchenschimmel) und Rhizopus (Brotschimmel, vor allem der in Nahrungsmitteln und im Erdboden lebende Rhizopus stolonifer). Der Pilz breitet sich über die Blutbahnen aus, schädigt sie, unterbricht so die Versorgung von Geweben (besonders Gesicht) und führt in wenigen Tagen zum Tod (in 4 von 5 Fällen). Eine Zygomykose, besonders mit derart fatalem Verlauf, droht jedoch nur bei stark ausgeprägter Immunschwäche.
Wegen der unklaren bzw. unspezifischen Symptome sind Mykosen oft nicht leicht zu erkennen.
Zu den selten vorkommenden Erregern von Schimmelpilzinfektionen gehören neben den Zygomyzeten auch Acremonium- und Paecilomyce-Arten.
Eine Phäohyphomykose ist eine Infektion der Haut mit verschiedenen Schimmelpilzen, die vor allem bei Haustieren auftritt.
Die medikamentöse (antimikrobielle) Behandlung und Sekundärprophylaxe einer Infektion durch Schimmelpilze erfolgt mit Antimykotika. Während der Behandlung einer Schimmelpilzinfektion sollten Steroide und andere Immunsuppressiva (s. o.) soweit möglich abgesetzt oder reduziert werden.

## Schimmel auf Lebensmitteln

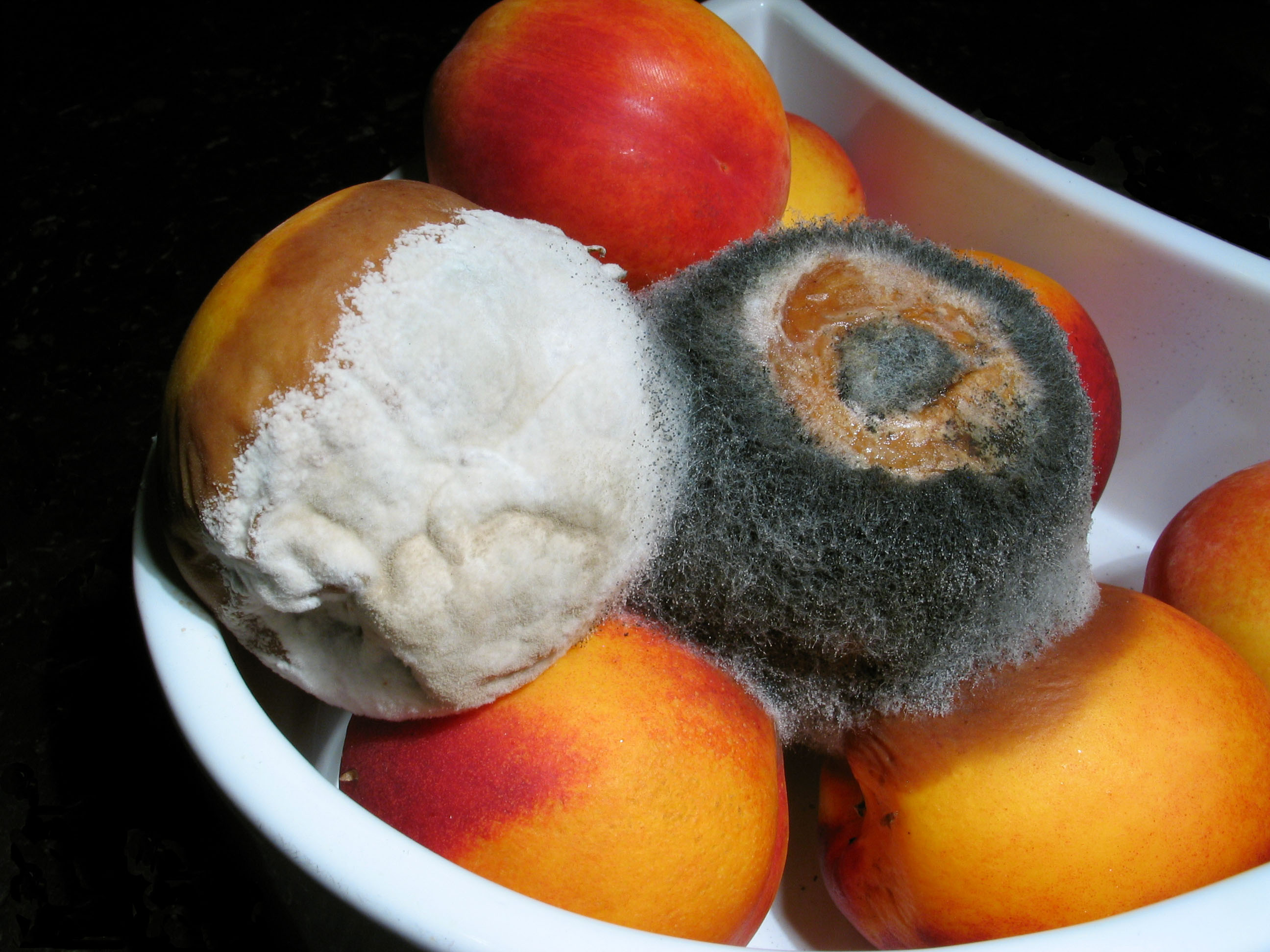
Übersprungverhalten von Schimmel auf Nektarinen

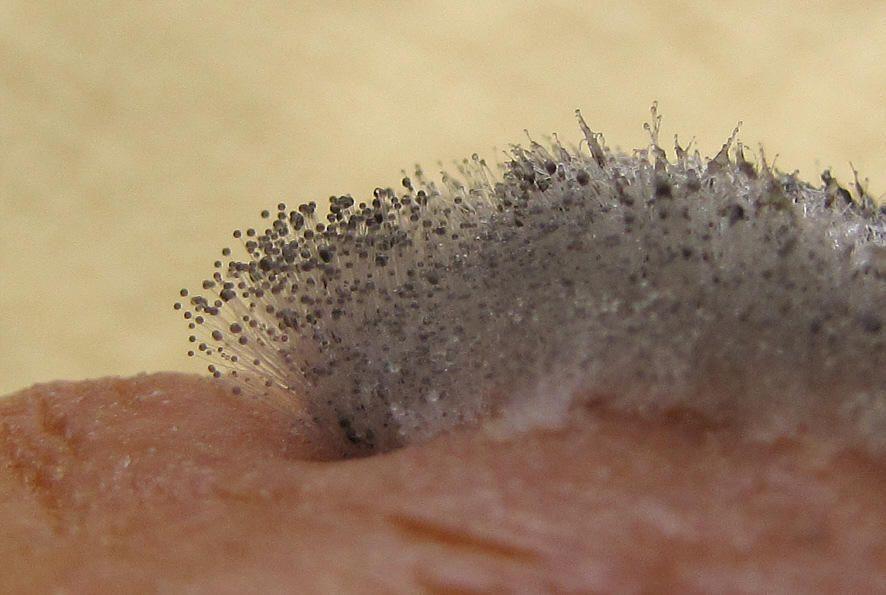
Nahaufnahme eines Schimmelpilzes auf einer Nektarine

Abgesehen von den oben genannten nützlichen Pilzen („Edelschimmel“) verderben Schimmelpilze die Nahrung sensorisch, vor allem geschmacklich, und bergen die oben genannten gesundheitlichen Risiken, insbesondere durch Mykotoxine. Diese Schimmelpilzgifte werden an die Lebensmittel abgegeben und können sich darin verteilen, besonders schnell in sehr wasserhaltigen Nahrungsmitteln. Durch Kochen, Braten, Backen, Säuern, Trocknen oder Einfrieren lassen sie sich nicht entfernen. Mykotoxine können mittels primärer Kontamination bei der Verarbeitung von kontaminierten Rohstoffen unbemerkt im Nahrungsmittel verteilt an den Verbraucher gelangen oder mittels sekundärer Kontamination unmittelbar durch Wachsen von Schimmel auf dem Nahrungsmittel eingebracht werden.
Von Schimmel befallene Lebensmittel müssen entsorgt werden. Nur einen Teil abzuschneiden, genügt im Allgemeinen nicht, da der Schimmel sich für das menschliche Auge unsichtbar ausbreitet. Nur bei manchen Lebensmitteln, in denen sich weder der Pilz noch die Gifte bereits weit ausgebreitet haben können, kann man den Schimmel und einen großzügig bemessenen Bereich rund um die befallene Stelle entfernen. Dies betrifft:
- Feste Marmelade mit einem Zuckergehalt über 60 Prozent. Zucker in diesen Konzentrationen wirkt konservierend.
- Auch in Hartkäse kann sich Schimmel wenig ausbreiten – man kann den Schimmel großzügig abschneiden und den Rest des Käses verzehren.
- Ebenso wird das Wachstum der Pilze in luftgetrockneten Wurst- und Schinkensorten gehemmt, wie beispielsweise bei vielen Salami-Sorten.

Schimmelpilze können bei Temperaturen von 0 bis 60 °C wachsen, am schnellsten zwischen 20 und 25 °C.
Schimmel auf Lebensmitteln kann auch bei bis zu −10 °C weiterwachsen. Eine Lagerung im Tiefkühlschrank bei −18 °C reicht, um das Schimmelwachstum aufzuhalten.

## Schimmel auf Papier
Schimmelpilze können sich auf Papier vor allem bilden, wenn staubbefallenes oder verschmutztes Archivgut einer zu hohen relativen Luftfeuchtigkeit von über 60 % ausgesetzt wird oder sich durch Wasserschäden eine erhöhte Objektfeuchte entwickelt. Auch Temperaturschwankungen, die mit einer Änderung der Luftfeuchtigkeit einhergehen, oder eine unzureichende bzw. falsche Lüftung kann Schimmelbefall verursachen.

## Schimmel in Gebäuden
Auch in Gebäuden können sich Schimmelpilze ansiedeln. Ursache für Schimmel in Innenräumen ist hohe Feuchtigkeit. Diese kann zurückzuführen sein auf Kondenswasser, unzureichende Lüftung oder noch vorhandene Baufeuchte. Die Folgen des Schimmelbefalls in Gebäuden reichen von der Zerstörung einzelner Bauteile (z. B. Fensterrahmen aus Holz), über den Befall von Gebrauchsgegenständen bis hin zur gesundheitlichen Belastung der Bewohner. Bei Personen, die auf Schimmel allergisch reagieren, kann ein längerer Aufenthalt in schimmelbefallenen Räumen zu allergischen Reaktionen führen.

## Schimmelpilze am Arbeitsplatz
Schimmelpilze gehören zu den Biostoffen und können die Gesundheit von Beschäftigten am Arbeitsplatz gefährden. Schimmelpilze haben ein sensibilisierendes bzw. allergenes Potenzial, allerdings führt meist erst eine längere Exposition in hoher Konzentration zu einer Sensibilisierung oder Allergie. Bei Personen, die bereits eine Allergie haben, können auch geringe Konzentrationen ausreichen, um allergische Reaktionen (vorwiegend der Atemwege) hervorzurufen. Schimmelpilze, ihre Sporen oder Zellwandbestandteile können auch toxische Wirkungen auf die Atemwege, Schleimhäute und/oder die Haut haben.
In verschiedenen Arbeitsbereichen können ein breites Spektrum von Pilzarten sowie deren Stoffwechsel- und Zerfallsprodukte (Mykotoxine) auftreten. Ebenso groß ist der Bereich unterschiedlicher Konzentrationen dieser Stoffe. Für die Belastung der Atemluft am Arbeitsplatz mit Schimmelpilzen gibt es keine medizinisch-toxikologisch begründeten Grenzwerte. Die Messverfahren für Schimmelpilze sind zahlreich, aber deren Ergebnisse untereinander meist nicht vergleichbar.
Der vom Ausschuss für biologische Arbeitsstoffe (ABAS) des Bundesministeriums für Arbeit und Soziales (BMAS) eingesetzte Arbeitskreis „Arbeitsplatzbewertung“ widmet sich diesem Problem und begleitet die Entwicklung und Validierung standardisierter Messverfahren für Schimmelpilze und andere biologische Arbeitsstoffe in der Luft am Arbeitsplatz.
In Frachtcontainern liegen infolge von hoher Luftfeuchtigkeit, erhöhten Temperaturen und mangelnder Luftbewegung gute Lebensbedingungen für Schimmelpilze vor. Diese besiedeln (feuchtes) Holz, aber auch andere Materialien oder Produkte wie Pappe, Textilien, Möbel oder Deko-Produkte. Sporen, die beim Öffnen des Frachtcontainers und besonders beim Entladen schimmelpilzbefallener Materialien aus dem Container aufgewirbelt werden, können durch Einatmen in den Körper von Beschäftigten gelangen und stellen somit eine gesundheitliche Gefahr dar.